# VR酔い
VR酔い（ブイアールよい、英: virtual reality sickness）は、バーチャル・リアリティ（VR）環境にさらされることで乗り物酔いに似た症状が引き起こされる時に生じる。代表的な症状には、一般的な不快感、頭痛、胃の自覚、吐き気、嘔吐、蒼白、発汗、倦怠感、眠気、見当識障害、無気力感などがある。その他に、姿勢不安定やむかつきなどの症状がある。VR酔いは、自分の動きを視覚的に認識する（実際の自己運動は必要としない）ことで引き起こされる可能性があるという点で乗り物酔いとは異なる。またシミュレータ酔いとも異なっており、非仮想現実シミュレータ酔いでは動眼神経障害を特徴とする傾向であるのに対し、VR酔いは見当識障害を特徴とする傾向がある。

## 結果
VR酔いは、酔いそのものを超えて望ましくない結果をもたらす可能性がある。たとえば、Crowley(1987)は、フライトシミュレーター酔いはパイロットのフライトシミュレーター使用の意欲を低下させ、気晴らしやパフォーマンスに不利な適応行動を奨励することで訓練の効率を低下させ、酔いで見当識障害を起こしたパイロットがシミュレーターを離れる場合、地上の安全性や飛行の安全性を損なう可能性があると主張した。バーチャル・リアリティシステムでも同様の結果が予想される。VR酔いによるパフォーマンス低下の証拠は限られているが、研究では、VR酔いがバーチャル・リアリティを使用する上での主要な障害であることが示唆されており、バーチャル・リアリティの訓練ツールとリハビリツールの効果的な使用の障害にもなっている可能性を示唆している。VR酔い（サイバー酔いとも呼ばれる）の発生率と主な症状について、複数の研究で推計が行われている。

## 理論
現在、特にVR酔いが発生する理由についての理論はほとんど存在しないが、シミュレーターや乗り物酔いと密接な関係がある。感覚的葛藤理論は、乗り物酔いを理解するためのフレームワークを提供しているが、VR酔いに適用して、それがどのようにして起こるかをよりよく理解することができ、そのために一般的に使われている。
感覚的葛藤理論は、ユーザーの自己運動の知覚が視覚系、前庭系および非前庭固有受容器からの不一致な感覚入力に基づいている場合、特にこれらの入力が過去の経験に基づくユーザーの期待と相反する場合に酔いが発生すると仮定している。この理論をバーチャル・リアリティに適用すると、自己運動を誘発する感覚入力が互いに一致していれば酔いを最小限に抑えることができる。
VR酔いの背後にある生理学は現在明確に解明されていない。幸いなことに、研究によりVR酔いを引き起こす特定の状態のいくつかの明確な兆候が明らかになっており、バーチャル・リアリティから映し出される映像が酔いに大きな影響を与えている。
VR酔いが発生したときに画面上の映像のリフレッシュレートが十分に高くないことが多い。リフレッシュレートは脳の処理レートよりも遅いため、処理レートとリフレッシュレートの間に不一致が生じ、ユーザーは画面上の異常を認識してしまう。これら2つの要素が一致しないとき、ユーザーは後述するシミュレーターや乗り物酔いと同じ感覚を経験する可能性がある。
アニメーションの解像度によっても、ユーザーはこの現象を経験する可能性がある。アニメーションが貧弱な場合、期待されることと実際に画面上で起こっていることとの間に別のタイプの不一致を引き起こす。画面上のグラフィックがユーザーの頭の動きに追いついていない場合、乗り物酔いの一形態を引き起こす可能性がある。
VR酔いのもう1つの引き金は、視覚刺激と前庭刺激の間に見かけの動きに格差がある場合である。この格差は、脳に送られる目と内耳からの刺激の間に不一致がある場合に生じる。これは、シミュレーターと乗り物酔いの両方の根本的な原因でもある。バーチャル・リアリティでは、目は人が走って次元をジャンプしていることを伝えるが、耳は動きがなく体が静止していることを伝える。このように目と耳の間の不一致があるため、乗り物酔いの一種が起こる可能性がある。
すべての科学者が、感覚的葛藤理論に同意しているわけではない。乗り物酔いの第二の理論は、VR酔いの説明にも用いられている「姿勢の不安定性理論」である。この理論は、乗り物酔いと関連する酔いは視覚刺激と運動協調性の間の異常な結合に反応して、姿勢がうまく適応できないために起こると考えている。
姿勢の不安定性の特徴的なマーカーは、症状が現れる前に現れ、症状のその後の展開を予測する。この理論は、感覚的葛藤の存在下で乗り物酔いが起こらなかったいくつかの驚くべき状況を説明することができる。

## 技術的側面
バーチャル・リアリティの技術面では、動きの不一致、視野、運動視差、視野角など、病気を引き起こす可能性のあるさまざまな要素がある。さらに、仮想現実で費やす時間の長さによって、症状の存在感が増加する可能性がある。
動きの不一致は、シミュレーションの動きとユーザーが期待する動きとの間の不一致として定義できる。動きの不一致の頻度が船酔いなどの現実の乗り物酔いの頻度と類似している場合、仮想現実で乗り物酔いを誘発する可能性がある。これらの頻度は実験的に操作できるが、システムエラーに起因する傾向もある。
一般的に、視野を広げるとシミュレータ酔いの症状の発生率が高くなる。この関係は曲線的であることが示されており、症状は140°を超える視野の漸近線に近づいている。大型のマルチスクリーンシミュレーション設定で、運動視差距離を人間の目の間の距離よりも短い距離に変更すると、頭痛、眼精疲労、かすみ目などの動眼神経障害を引き起こす可能性がある。小さな画面での動眼神経障害の報告は少ないが、運動視差効果を伴うほとんどのシミュレーション設定では、時間の経過とともに眼精疲労、倦怠感、および全般的な不快感を引き起こす可能性がある。
視野角は、特に極端な角度でユーザーの酔いの症状を増加させることが示されている。このような極端な角度の一例は、ユーザーが仮想の足の前で短い距離を下向きに見なければならない場合であり、前方を見る角度とは対照的に、このような極端な下向きの角度は、仮想環境での酔いを著しく増加させることが示されている。
仮想環境に浸っている時間は、ユーザーの倦怠感の影響が増大するため、酔いの症状の存在に寄与する。眼球運動症状は、浸漬時間によって発生するのが最も一般的な症状であるが、ユーザーの動きの性質（たとえば、全身と頭のみ）が、吐き気や身体的な酔いの主な原因であることが示唆されている。

## VR酔いを軽減するための技術
いくつかの研究によると、静的な参照フレーム（独立した視覚的背景）を導入すると、シミュレーション酔いを軽減できる可能性がある。Nasum Virtualisと呼ばれる手法では、VRヘッドセットの固定基準フレームとして仮想の鼻を表示する。
吐き気を軽減するための他の技術には、ナビゲーション中の回転運動の軽減、視野の動的な縮小、テレポーテーション、無重力状態での移動など、視覚的側面と体の動きの間に不一致を生じさせない、または軽減する変位方法のシミュレーションがある。
2020年1月、乗り物酔い対策メガネで知られるフランスの新興企業「Boarding Ring」は、VR酔い対策のアドオンデバイスをリリースした。
ガルバニック前庭刺激は、前庭系を電気刺激することで動きの錯覚を作り出し、視覚と前庭の不一致を軽減または解消する可能性があるとして研究されているもう一つの技術である。

## 最新技術
バーチャル・リアリティの商業的な主流への統合に伴い、ヘッドマウント型ゲームデバイスのVR酔いに関連する問題が発生し始めている。ゲーム用ヘッドマウントVRの研究は1990年代初頭にさかのぼるが、大規模なユーザビリティの可能性は最近認識されたばかりである。
立ったままではなく座った状態でプレイするなど、ヘッドマウントディスプレイのVR酔いを緩和する機能があることも知られているが、これは酔いの発症を完全に防ぐのではなく、単に遅らせるだけであることがわかっている。この種のインタラクティブVRは、完全に没入型の体験のために立ったり歩いたりすることが多く、これは本質的に問題となっている。VRゲームの専門家は、このユニークなブランドのVR酔いは小さな問題であるとし、ヘッドマウントディスプレイを使用する時間（数日）で消えると主張し、「海の足をつかむ」ことに関連づけている。しかし、「多分克服できる」ことを約束して、ユーザーに何日間も酔いに興味を持ってもらうことは、ヘッドマウント型ゲーム技術の開発者にとっては一苦労である。調査によると、かなりの割合の人、特に女性は「VR足」が発達しないことが示されている、これらの同じ開発者はまた、それはプレイされている個々のゲームとより関係があり、特定のゲームの側面は、速度の変化、階段の上り、ジャンプなどの問題を引き起こす可能性が高いと主張している。

## 感受性の個人差
シミュレーター酔いやVR酔いに対する感受性は個人差が大きい。VR酔いの要因のいくつかは以下の通り：
- 年齢：乗り物酔いに対する感受性は2歳から12歳の間で最も高くなる。その後、21歳前後まで急激に減少し、その後はゆっくりと減少し続ける[9]。VR酔いも同様のパターンをたどる可能性があることが示唆されているが[2]、最近の研究では、50歳以上の成人は若い成人よりもVR酔いになりやすいことが示唆されている[6]。
- 姿勢の安定性：姿勢の不安定性は、視覚的に誘発される乗り物酔いに対する感受性を高めることがわかっている[33]。また、VR酔いの吐き気や見当識障害の症状に対する感受性の増加にも関連している[34]。
- ちらつき融合頻度のしきい値：ディスプレイのちらつきはVR酔いのリスクの増加に関連しているため、ちらつきを検出するためのしきい値が低い人は、VR酔いの影響を受けやすい可能性がある。
- 民族性：アジア人は、VR酔いの影響を受けやすい可能性がある[5]。中国人女性は、ヨーロッパ系アメリカ人やアフリカ系アメリカ人の女性よりもVR酔いになりやすいとみられる。研究によると、彼らは視力に基づく乗り物酔いの影響を受けやすいことがわかっている[35]。チベット人と北東インド人も白人よりも乗り物酔いの影響を受けやすいようであり[36]、乗り物酔いに対する感受性は乗り物酔いに関連するさまざまな障害に対する感受性を予測するため、彼らもまたVR酔いになりやすことを示唆している。
- システムの経験：ユーザーは、仮想現実システムに慣れ親しむにつれて、VR酔いを起こす可能性が低くなるとみられる。適応は、仮想現実システムへの2回目の体験ですぐに起こる可能性がある[37]。
  - 性別：女性は男性よりもVR酔いになりやすい[38][39][40]。これは、ホルモンの違いが原因であるかもしれないし、女性の方が男性よりも視野が広いためか、奥行の手がかりの認識における性差が原因である可能性もある。女性は排卵中にVR酔いを起こしやすく[41]、視野が広いこともVR酔いの増加に関連している[42]。より最近の研究では、ジェンダーまたは性別がVR酔いに対する感受性の明確な要因であるかどうかに関して意見が分かれている[43][44]。
- 健康：VR酔いになりやすいのは、通常の健康状態にない人々で増加しているようであり。これは、バーチャルリアリティが健康状態の悪い人々には適切でない可能性があることを示唆している。これには、疲れていたり、睡眠不足であったり、吐き気を催している場合や、上気道疾患、耳の病気、またはインフルエンザを患っている場合が含まれる[45]。
- メンタルローテーション能力：メンタルローテーション能力が優れていると、VR酔いに対する感受性が低下するようであり、メンタルローテーションでユーザーをトレーニングすることで、VR酔いの発生率を低下させる可能性があることを示唆している。
- 場依存性/独立性：場依存性/独立性は、認知スタイルの尺度であり、強い場依存性を持つ人々は、物体の知覚に対する周囲環境の影響が強いことを示すが、強い場独立性を持つ人々は、物体の認知における周囲環境の影響が小さいことを示す。場依存性/独立性とVR酔いの関係は複雑であるが、一般的にはどちらか一方の極端な傾向が強い人は、VR酔いに最もなりやすいとみられる。
- 乗り物酔いの感受性：現実の乗り物酔いになりやすい人は、VR酔いにもなりやすい[13]。